# Vermut
El vermut (del francès vermout o vermouth i aquests de l'alemany Wermut, que vol dir 'donzell') és un vi aromatitzat amb herbes, compost a base de vi, donzell, una planta aromàtica de gust amarg, i altres substàncies amargues i tòniques.
La principal classificació col·loquial del vermut distingeix segons si és dolç (12-20% de sucre) o sec (3-5% de sucre). També és molt habitual de trobar-lo classificat pel seu color, vermut negre i vermut blanc, principalment. La graduació alcohòlica del vermut va des dels 15 als 22 graus alcohòlics.
La Unió Europea regula aquests productes per mitjà del Reglament UE 251/2014, i l'Estat espanyol mitjançant l'Ordre de 31 gener 1978 (versió consolidada).
Els vermuts es consideren normativament vins aromatitzats; segons el contingut de sucre es classifiquen, de menor a major percentatge de sucre, en extrasec, sec, semisec, semidolç i dolç. Pel que fa al color, es classifiquen com a blancs, rosats, vermells (roigs) i daurats (ambarins).
A partir de desembre de 2023, entra en vigor el Reglament (UE) 2021/2117 del Parlament Europeu i del Consell de 2 de desembre de 2021, que obliga tots els productes vitivinícoles aromatitzats a facilitar als consumidors l'aportació calòrica en kcal/kJ per 100 mL de producte; en el cas dels vermuts, és bàsicament degut a l'alcohol (7 kcal/g) i al sucre (4 kcal/g) que contenen.
S'acostuma a servir durant els aperitius, d'aquí ve l'expressió catalana «fer el vermut». La normativa espanyola diu: «es denomina aperitiu vínic el vi aromatitzat que ha estat elaborat amb substàncies vegetals estimulants de l'apetència».

## Història
Hi ha constància de licors medicinals a base de vi i aromatitzats amb espècies des de l'antiga Grècia. També, de licors amb donzell a la civilització egípcia.
Durant l'imperi romà es van popularitzar aperitius a base de vi macerat amb herbes aromàtiques mediterrànies. Algunes d'aquestes receptes van ser protegides i continuades als monestirs europeus al llarg dels segles.
Durant segles, begudes similars al vermut van continuar sent considerades terapèutiques i curatives.
L'any 1549, Constantí Cesare De Notevoli, en la seva obra Ammaestramenti dell’agricoltura, ens parla d’una recepta de vi amb absenta que tenia finalitats terapèutiques i curatives.
L'any 1773, el metge italià Villifranchi va publicar l’obra Enologia Toscana, Ossia Memoria sopra i vini, on explica per primera vegada l’elaboració d’un licor a partir de la barreja del vi amb l’absenta, que ell anomena Absinthiamtum o Absinthianumvinum.
Al segle xvii ja hi ha referències escrites amb la paraula vermut, de l'alemany Wermut, la planta aromàtica que en català s'anomena donzell o absenta, i element principal de moltes d'aquestes preparacions medicinals.
L'any 1786 és considerat com l'any en què va néixer el vermut de manera comercial, tal com es coneix ara. Antonio Benedetto Carpano era un mercader que va arribar a Torí des de Bioglio, a la regió del Piemont. Allà, ell havia après la fabricació del vermut d'uns monjos d'un monestir. Carpano va importar aquesta recepta i la va distribuir a Torí, on va resultar ser un èxit. La beguda va arribar a mans del duc Vittorio Amadeo II, qui va fer-la beguda de la seva cort.
La recepta de Carpano comptava, entre d'altres, amb moscatell, sucre, brandi, caramel, substàncies aromàtiques i espècies, arrels i fulles.
En els anys següents, els fabricants de vermut a Torí es van multiplicar i van aparèixer per primera vegada noms com Cinzano i Martini & Rossi, marques encara avui reconegudes.

## «Fer el vermut»

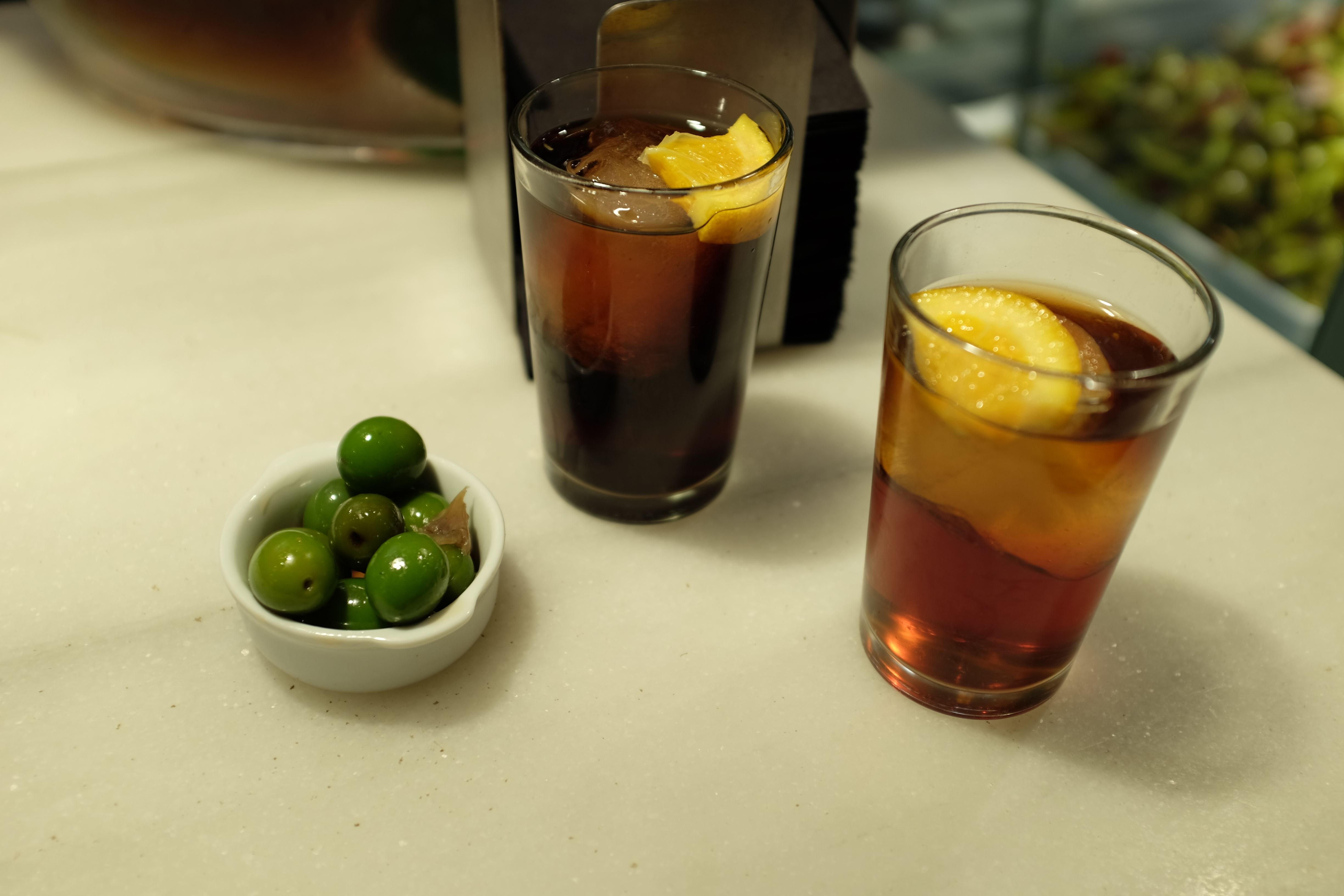
Vermut servit amb olives

Tradicionalment, a Catalunya «anar a fer el vermut» vol dir fer un àpat lleuger al migdia, abans de dinar. Es fa sobretot els dies assolellats de la primavera i l'estiu, a la terrassa d'un bar o petit restaurant, o a casa mateix. El vermut és una ocasió social, que es fa amb amics i família.
És un costum molt català. Normalment, els adults beuen vermut (amb una mica de sifó i un tallet de llimona) o una mica de cervesa mentre que els petits beuen begudes sense alcohol. S'acompanya amb unes olives per esperar el dinar. El vermut era especialment important els diumenges, després de tornar de missa. Els àpats són molt senzills: a part de les olives, que són essencials, també es poden prendre anxoves, patates de xurrer, ametlles salades i cloïsses o escopinyes amb salsa picant.
Aquesta tradició s'havia perdut una mica, sobretot a les ciutats. Però ha experimentat una forta revifada a tot el territori català. Això ha afavorit l'aparició de nous productors o la recuperació de marques de vermut que havien plegat. A tot el territori turístic proliferen les vermuteries, que conviuen amb el renovat èxit dels cellers de tota la vida.

## Marques de vermut

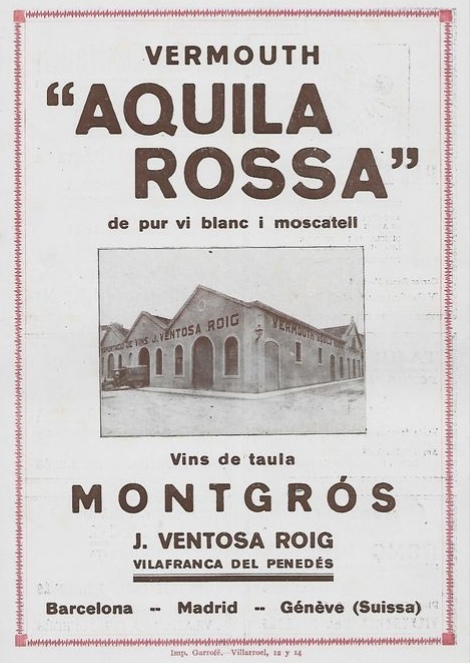
Una marca de vermut de l'any 1925

### Marques catalanes
- Medvsa de Manyé (La Secuita - Tarragonès)
- Miró (Reus - Baix Camp)
- Yzaguirre (El Morell - Tarragonès)
- Vermouth Padró & Co. (Bràfim - Alt Camp)
- Vermut Myrrha (Bràfim - Alt Camp)
- Francisco Simó y cía. (El Morell - Tarragonès)
- Casa Mariol (Batea - Terra Alta)
- Espinaler (Vilassar de Mar - Maresme)
- Falset de Cooperativa Falset Marçà (Falset - Priorat)
- Iris de De Muller (Reus - Baix Camp)
- Perucchi (Badalona. Barcelonès)
- Vermut Montseta (Masmolets - Alt Camp)
- Caràcter (Arbeca - Les Garrigues)
- Vermut de Luna
- Rofes
- Rapitenc (La Ràpita - Montsià)
- Antich (Barcelona- Barcelonès)

### Marques europees
- Campari
- Cinzano
- Martini
- Noilly Prat
- Carpano
- Punt e Mes
- Gancia (Canelli, Italia)
- Cocchi
- Boissiere
- Contratto
- Cora
- Dolin
- La Quintinye Vermouth Royal
- Mancino (Canelli, Italia)
- Martelletti (Cocconato, Italia)
- Riserva Carlo Alberto
- Del Professore
- Stock (Trieste,Italia)

### Marques estatunidenques
- Atsby (Nova York, NY)
- Belsazar (Vermont, VT)
- Imbue (Portland, OR)
- Ransom (Sheridan, OR)
- Sutton Cellars (San Francisco, CA)
- Uncouth Vermouth (Brooklyn, NY)
- Vya (Madera, CA)